# Dino Šeremet
Dino Šeremet, slovenski nogometaš, * 16. avgust 1980, Ljubljana.
Šeremet je bil med tem, ko je bil posojen klubu Tranmere Rovers F.C. prvi vratar tega angleškega kluba, bolj pa se je uveljavil julija 2004, ko je podpisal pogodbo z angleškim klubom Luton Town F.C. Za ta klub je tekmo začel na šestih tekmah.
30. maja 2008 je Dino Šeremet podpisal dveletno pogodbo s klubom Larissa F.C.